# ムーンライト仙台・ムーンライト東京

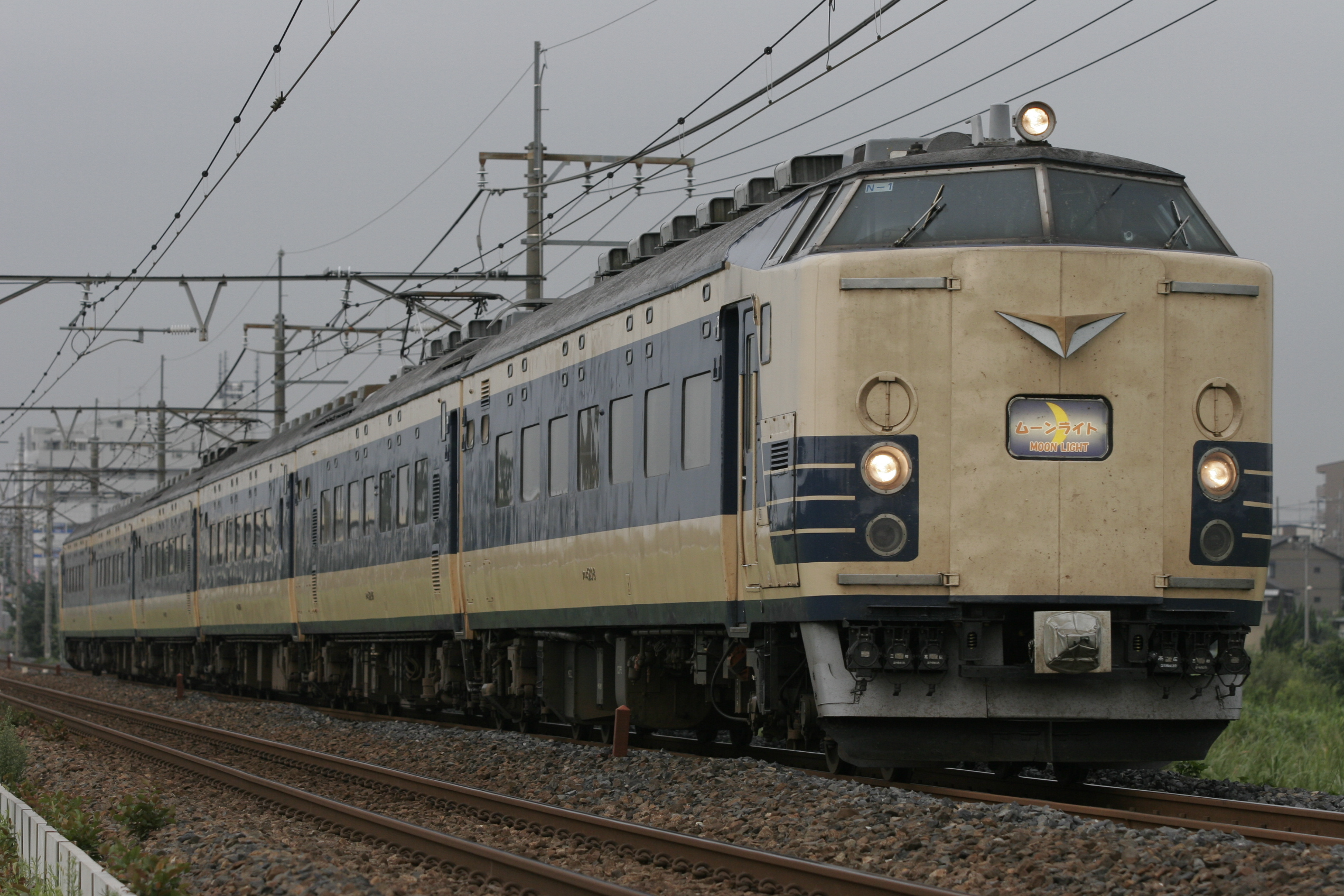
ムーンライト東京

ムーンライト仙台（ムーンライトせんだい）およびムーンライト東京（ムーンライトとうきょう）は、東日本旅客鉄道（JR東日本）が全車座席指定席で東京駅 - 仙台駅間を京葉線・武蔵野線・東北本線経由で運行していた臨時夜行快速列車の名称。上り東京行きが「ムーンライト東京」、下り仙台行きが「ムーンライト仙台」と、上下でそれぞれ列車名が異なっていた。
また、本項では2006年まで快速列車として運行されていたゲレンデ蔵王（げれんでざおう）、およびその他の583系を使用した東北対関東間の臨時夜行快速列車についても解説する。

## 沿革
東京駅 - 仙台駅間を結ぶ夜行列車には需要も多く、過去には寝台急行「新星」や急行「まつしま」が運行されていたが、東北新幹線の開業後は青森発着の夜行急行で東北本線経由の「八甲田」や、常磐線経由の「十和田」に集約して対応していた。
しかし、1985年3月の東北新幹線上野開業時には「十和田」が、国鉄分割民営化後の1993年12月には「八甲田」が臨時列車に格下げられたことにより、東北本線の定期急行列車は全て廃止された。さらに、翌1994年夏期で「十和田」が運行終了。「八甲田」は寝台特急「はくつる」を補完する臨時列車として存続するも1998年夏期で運行を終了する。
その一方で、首都圏 - 新潟県間では1988年から夜行快速列車「ムーンライトえちご」が定期運行されるようになった。仙台地区においても同様の列車を運行することが検討されたが、運行区間に直流1,500Vと交流20kVのデッドセクションが存在するために、交直両用電車や交直流電気機関車が必要となることから車両の手配が難しかった。
そんな中、2002年に東北新幹線の盛岡駅 - 八戸駅開業に伴い「はつかり」・「はくつる」が廃止されたことから、臨時「はつかり」・「はくつる」で使用されていた青森運転所（現・青森車両センター）所属の583系電車が余剰となり、6両編成1本が仙台運転所（現・仙台車両センター）に転属してきた。そこで2003年夏より同車両を使用した臨時快速列車が運行されることとなる。
2003 - 2005年運行の「ムーンライト東京」、2004年・2005年運行の「ムーンライト仙台」は、京葉線および武蔵野線を経由し、舞浜駅に停車して東京ディズニーリゾート利用者の便宜を図ったが、利用率が芳しくなかったこともあり、後述の貸切列車を除き、2005年を最後に運行されていない。2006年以降も583系を使用した同趣向の臨時列車・貸切列車では団体列車である「ゲレンデ蔵王」や後述の臨時列車が散発的に運行された。
「ゲレンデ蔵王」は、2001年年始まで毎年冬シーズンに運行されてきた臨時寝台急行列車「シュプール蔵王（2000年冬シーズンにおける愛称はアルペン蔵王）」の代替列車として設定され、寝台を指定席券のみで乗車できる「ゴロンとシート」（後述）として開放した。この列車は2007年からは団体専用列車に変更されたものの毎年設定され、2011年も運行された。

## 運行状況
日付は全て始発駅基準である。

### 主な共通事項
- 「ムーンライト東京」は金曜日に発車し、「ムーンライト仙台」は土曜日に発車。
- 宇都宮駅・白河駅・矢吹駅で長時間運転停車した。

この他にも、仙台・福島・郡山地区から東京ディズニーリゾートの入場券をセットにした貸切列車として、当列車とほぼ同様のスジで運行されることがある。その場合、普通乗車券+指定席券での利用はできない。

### 使用車両
583系電車
- 6両編成で当初は内3両が禁煙車となっていたが、2007年3月18日以降は全席禁煙となった。
- 編成は普通車のみの全車座席指定席制。但し「ムーンライト仙台・東京」以外の列車では、使用車両の特性を活かし、寝台をセットした状態で毛布などのリネン類の提供のない「ゴロンとシート」として設定され、指定席料金のみで寝台並みのサービスを受けられた。

### 年度別運行状況

#### 2003年
- 夏期臨時列車として、上下とも「ムーンライト東京」の愛称で、東京駅 - 大宮駅間は京葉線・武蔵野線経由で運行。
- 年末輸送では「ムーンライト松島」として、上野駅→仙台駅間を東北本線経由で下りのみで運行。

#### 2004年
- 冬期スキー臨時列車として運行されてきた「アルペン蔵王」の代替列車として「ゲレンデ蔵王」が大船駅→山形駅間を横須賀線・湘南新宿ライン・東北本線・仙山線経由で運行されていた。この列車は、下りのみの設定。
- 夏期からは上り・下りで列車名称を変え、5月7日 - 6月12日・7月2日 - 9月25日の金曜日に東京行きは「ムーンライト東京」、土曜日に仙台行きは「ムーンライト仙台」として運行された。
- 6月18日・25日に、「ゲレンデ蔵王」と同じルートで山形行きが「ゴロンとさくらんぼ山形」、19日・26日には大船行きが「ムーンライト横浜」として運行された。
- 12月からの「冬の青春18きっぷシーズン」には、「ゲレンデ蔵王」のみの運行となった。

#### 2005年
- 1月7日 - 2月4日の金曜と2月10日・2月18日・2月25日に「ゲレンデ蔵王」が運行された。
- 3月18日 - 4月2日・5月6日 - 6月11日・7月15日 - 8月20日・9月2日 - 17日の金曜日に「ムーンライト東京」が、土曜日に「ムーンライト仙台」が運行。
- 7月27日（出発日基準）に鎌倉駅から平泉までを横須賀線・東海道本線・武蔵野線・東北本線経由で「義経」が下りのみの片道運転が行われた。なお、新鶴見信号場から武蔵野線・東北本線を経由した。

#### 2006年
- 1月6日 - 2月24日の金曜に「ゲレンデ蔵王」が運行。
- 7月28日金曜に小田原駅→山形駅間の片道で「奥の細道号」が運行。

#### 2007年
- 同年より「ゲレンデ蔵王」を団体専用列車に変更。1月5日 - 2月23日の金曜に運行。
- 同年3月2・3日に仙台駅 - 安房鴨川駅間を武蔵野線・京葉線・外房線経由で「ゴロンとなのはな」を運行。583系は外房線初入線。

#### 2008年
- 団体専用列車として、1月11日 - 2月29日の金曜に「ゲレンデ蔵王」が運行。

#### 2009年
- 団体専用列車として、1月9日 - 2月27日の金曜に「ゲレンデ蔵王」が運行。

#### 2010年
- 団体専用列車として、1月8日 - 2月26日の金曜に「ゲレンデ蔵王」が運行。

#### 2011年
- 団体専用列車として、1月7日 - 2月25日の金曜に「ゲレンデ蔵王」が運行。

### 停車駅
| \| 路線名称 \| 外房 \| 外房 \| 横 \| 東海道本線 \| 東海道本線 \| 東海道本線 \| 東海道本線 \| 東海道本線 \| 東海道本線 \| 東海道本線 \| 東海道本線 \| 山 \| 京葉 \| 京葉 \| 武蔵野線 \| 武蔵野線 \| 武蔵野線 \| 武蔵野線 \| 東北本線 \| 東北本線 \| 東北本線 \| 東北本線 \| 東北本線 \| 東北本線 \| 東北本線 \| 東北本線 \| 東北本線 \| 仙山線 \| 仙山線 \| 仙山線 \| \| 駅名 \| 安房鴨川 \| 勝浦 \| 鎌倉 \| 小田原 \| 国府津 \| 平塚 \| 茅ケ崎 \| 藤沢 \| 大船 \| 戸塚 \| 横浜 \| 新宿 \| 東京 \| 舞浜 \| 西国分寺 \| 新秋津 \| 北朝霞 \| 西船橋 \| 大宮 \| 郡山 \| 二本松 \| 福島 \| 白石 \| 岩沼 \| 仙台 \| 一ノ関 \| 平泉 \| 面白山高原 \| 山寺 \| 山形 \| \| ムーンライト 仙台･東京 \| ＝ \| ＝ \| ＝ \| ＝ \| ＝ \| ＝ \| ＝ \| ＝ \| ＝ \| ＝ \| ＝ \| ＝ \| ● \| ● \| ＝ \| ＝ \| ＝ \| - \| ● \| ● \| - \| ● \| - \| - \| ● \| ＝ \| ＝ \| ＝ \| ＝ \| ＝ \| \| ゲレンデ蔵王 (2006年冬) \| ＝ \| ＝ \| ＝ \| ＝ \| ＝ \| ＝ \| ＝ \| ＝ \| ● \| ● \| ● \| ● \| ＝ \| ＝ \| ＝ \| ＝ \| ＝ \| ＝ \| ● \| - \| ● \| - \| ● \| - \| ● \| ＝ \| ＝ \| ● \| - \| ● \| \| 奥の細道 \| ＝ \| ＝ \| ＝ \| ● \| ● \| ● \| ● \| ● \| ● \| ● \| ● \| ＝ \| ＝ \| ＝ \| ● \| ● \| - \| ＝ \| ● \| - \| - \| - \| - \| - \| ● \| ＝ \| ＝ \| - \| ● \| ● \| \| 義経 \| ＝ \| ＝ \| ● \| ＝ \| ＝ \| ＝ \| ＝ \| ＝ \| ● \| - \| ● \| ＝ \| ＝ \| ＝ \| ● \| ● \| ● \| ＝ \| ● \| - \| - \| - \| - \| - \| ● \| ● \| ● \| ＝ \| ＝ \| ＝ \| \| ゴロンと なのはな \| ● \| ● \| ＝ \| ＝ \| ＝ \| ＝ \| ＝ \| ＝ \| ＝ \| ＝ \| ＝ \| ＝ \| ＝ \| ＝ \| ＝ \| ＝ \| ＝ \| ● \| - \| ● \| - \| ● \| ● \| ● \| ● \| ＝ \| ＝ \| ＝ \| ＝ \| ＝ \| |          |      |      |            |            |            |            |            |            |            |            |      |      |      |          |          |          |          |          |          |          |          |          |          |          |          |          |            |        |        |
| 凡例 - ●：停車駅 - ―：通過駅 - ＝：経由しない駅 備考 - 外房：外房線 - 横：横須賀線 - 山：山手線 - 京葉：京葉線 |          |      |      |            |            |            |            |            |            |            |            |      |      |      |          |          |          |          |          |          |          |          |          |          |          |          |          |            |        |        |
| 路線名称 | 外房     | 外房 | 横   | 東海道本線 | 東海道本線 | 東海道本線 | 東海道本線 | 東海道本線 | 東海道本線 | 東海道本線 | 東海道本線 | 山   | 京葉 | 京葉 | 武蔵野線 | 武蔵野線 | 武蔵野線 | 武蔵野線 | 東北本線 | 東北本線 | 東北本線 | 東北本線 | 東北本線 | 東北本線 | 東北本線 | 東北本線 | 東北本線 | 仙山線     | 仙山線 | 仙山線 |
| 駅名 | 安房鴨川 | 勝浦 | 鎌倉 | 小田原     | 国府津     | 平塚       | 茅ケ崎     | 藤沢       | 大船       | 戸塚       | 横浜       | 新宿 | 東京 | 舞浜 | 西国分寺 | 新秋津   | 北朝霞   | 西船橋   | 大宮     | 郡山     | 二本松   | 福島     | 白石     | 岩沼     | 仙台     | 一ノ関   | 平泉     | 面白山高原 | 山寺   | 山形   |
| ムーンライト 仙台･東京 | ＝       | ＝   | ＝   | ＝         | ＝         | ＝         | ＝         | ＝         | ＝         | ＝         | ＝         | ＝   | ●    | ●    | ＝       | ＝       | ＝       | -        | ●        | ●        | -        | ●        | -        | -        | ●        | ＝       | ＝       | ＝         | ＝     | ＝     |
| ゲレンデ蔵王 (2006年冬) | ＝       | ＝   | ＝   | ＝         | ＝         | ＝         | ＝         | ＝         | ●          | ●          | ●          | ●    | ＝   | ＝   | ＝       | ＝       | ＝       | ＝       | ●        | -        | ●        | -        | ●        | -        | ●        | ＝       | ＝       | ●          | -      | ●      |
| 奥の細道 | ＝       | ＝   | ＝   | ●          | ●          | ●          | ●          | ●          | ●          | ●          | ●          | ＝   | ＝   | ＝   | ●        | ●        | -        | ＝       | ●        | -        | -        | -        | -        | -        | ●        | ＝       | ＝       | -          | ●      | ●      |
| 義経 | ＝       | ＝   | ●    | ＝         | ＝         | ＝         | ＝         | ＝         | ●          | -          | ●          | ＝   | ＝   | ＝   | ●        | ●        | ●        | ＝       | ●        | -        | -        | -        | -        | -        | ●        | ●        | ●        | ＝         | ＝     | ＝     |
| ゴロンと なのはな | ●        | ●    | ＝   | ＝         | ＝         | ＝         | ＝         | ＝         | ＝         | ＝         | ＝         | ＝   | ＝   | ＝   | ＝       | ＝       | ＝       | ●        | -        | ●        | -        | ●        | ●        | ●        | ●        | ＝       | ＝       | ＝         | ＝     | ＝     |

## 列車愛称の由来
ムーンライト仙台・ムーンライト東京・ムーンライト横浜
夜をイメージさせる「ムーンライト」と、列車の行き先とを組み合わせたもの。
ムーンライト松島
上述の「ムーンライト」と、宮城県の名勝である松島とを組み合わせたもの。
ゲレンデ蔵王
スキー場を指す「ゲレンデ」と、雪質の良いスキー場があることで知られる地名「蔵王」とを組み合わせたもの。スキー客を意識した事による。
ゴロンとさくらんぼ山形
上述の「ゴロンとシート」を設定したことに因んだ「ゴロンと」に、山形県の特産品であるサクランボと行き先とを組み合わせたもの。
義経
源義経ゆかりの地である鎌倉と平泉との間に運行されたことによる。同列車は、同年にNHK大河ドラマ「義経」が放送され、鎌倉と平泉に注目が集まっていたことから運行された。
奥の細道号
奥の細道に収められている俳句のうち、優れたものの多くが行き先である山形近辺で詠まれている事による。
ゴロンとなのはな
上述の「ゴロンと」と、房総半島の特産であるなのはなとを組み合わせたもの。